# Parténio e Calógero
São Parténio e São Calógero são santos da Igreja Católica, martirizados durante o reinado do Diocleciano.